# NEC 네이메헌

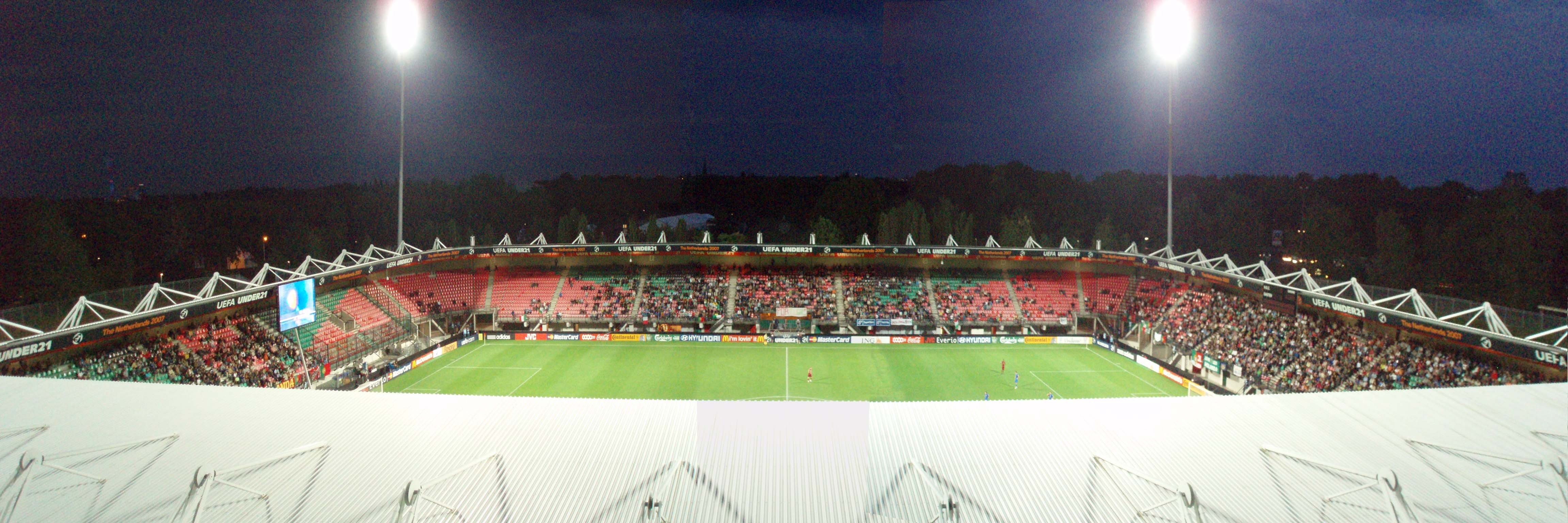
경기장 전경

NEC(네덜란드어: Nijmegen Eendracht Combinatie) 또는 NEC 네이메헌이라 불리는 이 클럽은 네덜란드의 축구 클럽으로 1900년 11월 15일에 창단된 유서깊은 클럽이다.
클럽은 원래 "에인드라흐트" (네덜란드어: Eendracht, unity)라고 불렸다. 1903년에 네이메헌과 합병하여 현재의 NEC (Nijmegen Eendracht Combinatie)가 되었다. NEC의 홈구장은 12,500명 규모의 호퍼르트 경기장이다.
이 클럽은 현재까지 주요 대회 우승 기록이 없다. 하지만 KNVB컵 준우승은 네 차례나 하였다. 또한 UEFA 컵위너스컵 1983-84에 나갔었고, UEFA컵 2003-04, 2008-09에도 출전하였다.

## 역대 우승기록
- KNVB컵 준우승

우승 (4): 1973, 1983, 1994, 2000

## 유럽 대회성적
| 시즌    | 대회            | 라운드 | 국가     | 클럽              | 점수     |
| ------- | --------------- | ------ | -------- | ----------------- | -------- |
| 1983/84 | UEFA 컵위너스컵 | 1회전  | 노르웨이 | SK 브란           | 1-1, 1-0 |
|         |                 | 16강전 | 스페인   | FC 바르셀로나     | 2-3, 0,2 |
| 2003/04 | UEFA컵          | 1회전  | 폴란드   | 비스와 크라쿠프   | 2-1, 1-2 |
| 2004/05 | UEFA 인터토토컵 | 3회전  | 아일랜드 | 코크 시티 FC      | 0-0, 1-0 |
| 2008/09 | UEFA컵          | 1회전  | 루마니아 | 디나모 부쿠레슈티 |          |

## 선수 명단

### 현역
참고: FIFA 자격 규정에 따라 소속된 국가대표팀 국기를 표시합니다. 선수는 복수의 FIFA 비회원국 국적을 가지고 있을 수 있습니다.
| 번호 | 포지션 | 국적 | 이름                    |
| ---- | ------ | ---- | ----------------------- |
| 2    | DF     |      | 브라얀 페레이라         |
| 4    | DF     |      | 이반 마르케스           |
| 18   | FW     |      | 오가와 고키             |
| 19   | DF     |      | 이반 마르케스           |
| 20   | MF     |      | 엘레우테리우스 리라치스 |

| 번호 | 포지션 | 국적 | 이름 |
| ---- | ------ | ---- | ---- |

## 역대 감독
| 감독            | 임기        |
| --------------- | ----------- |
| 요한 네이스컨스 | 2000 ~ 2004 |